# HD 82180
HD 82180，又名BD-22 2623，SAO 177541、HR 3767，是一颗恒星，视星等为6.24，位于銀經254.14，銀緯19.89，其B1900.0坐标为赤經9h 25m 17.8s，赤緯-22° 19.89′ 26″。